# AMR 35
Пулемётная разведывательная машина, модель 1935 (фр. Auto-mitrailleuse de reconnaissance), AMR 35, известный также как ZT — французский лёгкий танк 1930-х годов. Являлся улучшенной версией более раннего AMR 33 и также предназначался для использования в качестве разведывательного танка кавалерийских соединений. Разработан фирмой «Рено», серийно производился с 1935 года до капитуляции Франции в 1940 году. Всего было выпущено 213 AMR 35 в нескольких вариантах. Они использовались французскими войсками во Второй мировой войне, в том числе в боях лета 1940 года, а после капитуляции Франции большая часть этих танков была захвачена германскими войсками и использовалась впоследствии уже ими (в качестве гусеничной базы для 8-см миномёта).

## Описание конструкции
Корпус и башня танка собирались на уголковом каркасе из стальных броневых листов с помощью клёпочных соединений. Бронелисты имели рациональные углы наклона. Башня танка вместе с отделением управления и боевым отделением была смещена относительно продольной оси к левому борту, а двигатель Renault — к правому. Пулемёт монтировался в башне в специальной шаровой установке. Экипаж танка составлял два человека. Один из них выполнял функцию водителя и размещался в корпусе машины впереди слева, почти перед самой башней. Другой член экипажа выполнял функцию командира и находился в башне, ведя в случае необходимости огонь из штатного вооружения — пулемёта Reibel калибра 7,5 мм с боезапасом 2500 патронов или крупнокалиберного 13,2-мм пулемёта Hotchkiss с боекомплектом в 750 патронов на версиях позднего выпуска.

## Модификации
- AMR 35 ZT 1 — первая серийная модификация с вооружением из 7,5-мм пулемёта Reibel установленного в башне Avis No.1 (87 танков, из них 57 с радиостанцией ER 29) или из 13,2-мм пулемёта Hotchkiss в башне No.2 (80 танков, из них 31 с радиостанцией). С 1936 до середины 1938 года выпущено 167 единиц (№№ 87346-87437, 95845-95859, 2971-3030).
- AMR 35 ADF 1 — командирский вариант предыдущей модификации, оснащённый радиостанциями ER 29 (штыревая, над правым крылом) и ER 26 (рамочная, на рубке), вместо башни установлена увеличенная двухместная неподвижная рубка с пулеметом FM 24/29. В 1936 — 1937 годах выпущено 13 единиц (№№ 87438-87445, 95870-95874).
- AMR 35 ZT 2 — модификация с 25-мм полуавтоматической пушкой SA 35, установленной в увеличенной и переработанной башне APX 5 со спаренным 7,5-мм пулеметом Reibel. Боекомплект составлял 50 выстрелов. В 1939 году выпущено 10 единиц (№№ 95860-95864, 3031-3035).
- AMR 35 ZT 3 — модификация с 25-мм полуавтоматической пушкой SA 35 и спаренным пулеметом Reibel, установленной в корпусе справа от водителя, вместо башни - командирская башенка. Боекомплект составлял 80 выстрелов. В 1939 году выпущено 10 единиц (№№ 95865-95869, 3036-3040).
- AMR 35 ZT 4 — колониальная модификация с переработанной системой охлаждения и дополнительными воздухозаборниками на бортах корпуса. Изначальный контракт предполагал 55 танков, из них 12 с пушечными башнями FT, 6 с пулеметными башнями FT и 37 с башнями Avis No.1, все с радиостанциями, однако к моменту вторжения Германии было закончено лишь 3 танка с башнями Avis No.1 (№№ 66933-66935) и 37 корпусов, позже еще несколько корпусов были оснащены башнями Avis No.1 немецкими силами, а один был переделан в минометную САУ.
- Renault YS — штабная машина связи, использующая двигатель и ходовую AMR 35, но имеющая специальную четырехместную рубку вместо башни и вооружения, а двигатель перенесен вперед. С конца 1937 года было выпущено 10 экземпляров (№№ 84252-84261) в трех конфигурациях радиооборудования: Type C (4 штуки для кавалерии, радиостанции ER 26 и  ER 29, одна штыревая антенна на крыше), Type E (4 штуки, по две для пехоты и ВВС, радиостанции ER 26 и R 15, одна короткая штыревая антенна на крыше с тремя выводами в корпус) и Type G (2 штуки для бронетанковых сил, радиостанции ER 51 и R 15, одна штыревая антенна как у Type C на крыше и одна рамочная антенна вдоль левого борта).

## Служба и боевое применение

### Организационная структура
К началу Второй мировой войны в сентябре 1939 года французские вооружённые силы насчитывали 139 AMR 35 трёх модификаций: 129 AMR 35 ZT 1 и 10 AMR 35 ZT 2/AMR 35 ZT 3. Они входили в состав следующих подразделений:
- 1-й моторизованный драгунский полк Regiment Dragons Portes (RDP) 1-й механизированной дивизии кавалерии Division Légère Mecanique (DLM) — 69 машин.
- 4-й RDP 2-й DLM — 69 машин.
- 7-я танковая группа разведки Groupe de Reconnaissance de Division d'Infanterie (GRDI) 1-й механизированной пехотной дивизии кавалерии[1] Division d’Infanterie Mecanique (DIM) — 4 машины.
- 6-я танковая разведывательная группа GRDI 3-й DIM — 4 танка AMR 35 модификаций ZT 2/ZT 3.

### Боевое применение
В ходе боёв во Франции в 1940 году выяснилось, что 13,2-мм пулемет оказался неспособным нанести поражение даже немецким бронеавтомобилям на обычных дистанциях боя, его пули отклонялись от их наклонной брони. Однако большинство АMR были потеряны из-за механических неполадок. Все AMR, бывшие в наличии на 10 мая, были потеряны к концу месяца.

### Трофейные машины
В немецкой армии танки AMR 35 (Renault ZT) использовались под обозначением Panzerspähwagen ZT I 702(f), как правило, для тыловых и утилитарных задач, поскольку как полноценные танки они были практически бесполезны. Как минимум один AMR 35 ZT 4 был переоборудован в самоходный миномет s.Gr.W. 34, при этом миномет установлен вместо башни в открытой сверху и сзади рубке из листов стали. 